# Acantholipes acephala
Acantholipes acephala är en fjärilsart som beskrevs av Embrik Strand 1912. Acantholipes acephala ingår i släktet Acantholipes och familjen nattflyn. Inga underarter finns listade i Catalogue of Life.